# Vuelo 106 de Merpati Nusantara Airlines
El Vuelo 106 de Merpati Nusantara Airlines se estrelló el 19 de abril de 1997 y se cobró la vida de 11 de los 48 pasajeros y cuatro de los cinco tripulantes. El avión se estrelló durante el aterrizaje después de una maniobra fallida con mal tiempo. Esta fue la primera pérdida de casco de un British Aerospace ATP.

## Aeronave
La aeronave era un BAe ATP c/n/msn 2048, que tuvo su primer vuelo en 1992. Tenía dos Pratt & Whitney Canada PW126. Había cinco tripulantes y 48 pasajeros. Once pasajeros y cuatro tripulantes murieron en el accidente. A bordo iban 53 pasajeros y tripulantes. 

## Accidente
El vuelo 106 de Merpati partió de Yakarta (CGK) en un vuelo doméstico a Tanjung Pandan (TJQ). había sido autorizado para una aproximación a la pista 36 en Tanjung Pandan. El vuelo comenzó a inclinarse hacia abajo y entró en una empinada con un margen de izquierda mientras descendía a través de 2.000 pies. Los pilotos se dan cuenta del problema cuando la aeronave se dio la  vuelta y los pilotos no pudieron recuperar el control y el avión se estrelló en un cocotal y se partió en tres. 

## Investigación y posible causa
Los investigadores encontraron que una de las hélices estaba emplumada, mientras escuchaban la grabadora de voz de cabina descubren varios factores que sello el destino del vuelo 106: 
- Los pilotos posiblemente estaban fatigados.
- Los pilotos no se dieron cuenta de que la nariz de la aeronave bajaba hasta que la aeronave estaba a 30 grados hacia abajo.
- Cuando la aeronave perdía altitud rápidamente a 2000 pies por minuto, el piloto reacciona inadecuadamente para recuperar el control
- Los pilotos luchan para recuperar a la aeronave  que está a 5000 pies del suelo, pero lamentablemente no logran recuperarse de la caída en picada y la aeronave se estrella a una velocidad de 389 nudos.[2]